# Nadleśnictwo Nowy Targ
Nadleśnictwo Nowy Targ – jednostka organizacyjna Lasów Państwowych podległa Regionalnej Dyrekcji Lasów Państwowych w Krakowie. Siedziba Nadleśnictwa znajduje się w Nowym Targu w powiecie nowotarskim, w województwie małopolskim.
Nadleśnictwo obejmuje część powiatów nowotarskiego i tatrzańskiego. 

## Historia
Nadleśnictwo Nowy Targ powstało w 1945 celem zarządzania znacjonalizowanymi przez komunistów lasami prywatnymi. W 1948 przejęło również lasy miejskie Nowego Targu.
1 stycznia 1955 z jego terenów utworzono Tatrzański Park Narodowy.
W 1973 do nadleśnictwa Nowy Targ przyłączono nadleśnictwo Orawa i leśnictwo Spytkowice z nadleśnictwa Bystra. Granice nadleśnictwa Nowy Targ ulegały zmniejszeniu w 1981 na rzecz nowo powstałego Gorczańskiego Parku Narodowego i w 1997 na rzecz powiększanego Babiogórskiego Parku Narodowego.
Od 28 czerwca 2024 jego nadleśniczym jest mgr inż. Krzysztof Przybyła, który od 1991 jest nieprzerwanie związany z tym nadleśnictwem, gdzie pełnił przede wszystkim funkcję leśniczego w leśnictwie Bór, na terenie którego znajduje się rezerwat torfowiskowy „Bór na Czerwonem".

## Ochrona przyrody
Na terenie nadleśnictwa znajdują się cztery rezerwaty przyrody:
- Bór na Czerwonym
- Potok Bembeńskie
- Przełom Białki pod Krempachami
- Skałka Rogoźnicka

## Drzewostany
Typy siedliskowe lasów nadleśnictwa (z ich udziałem procentowym):
- las górski 42%
- las mieszany górski 27%
- siedliska kotliny orawsko-nowotarskiej 13%
- bór mieszany górski 10%
- pozostałe 6%

Gatunki lasotwórcze lasów nadleśnictwa (z ich udziałem procentowym):
- świerk 57%
- jodła 14%
- buk 13%
- sosna 11%
- inne 5%

Przeciętna zasobność drzewostanów nadleśnictwa wynosi 254 m³/ha, a przeciętny wiek 78 lat.